# Lista över rollfigurer i Förhäxad
Detta är en lista över rollfigurer i TV-serien Förhäxad.

## Huvudroller

### Prue Halliwell
Pruedence "Prue" Halliwell är den äldsta av systrarna och hon porträtteras av Shannen Doherty. Hon är den mest ansvarstagande av systrarna. Prues magiska krafter innebär att hon kan flytta saker med tanken (telekinesi) och senare också förmågan till astralprojektion. Prue inleder ett förhållande med en vanlig människa, Andrew "Andy" Trudeau (spelad av Ted King), en polis som utreder ockulta mord som Prue träffar i och med att systrarna dödar demoner. Andy dör dock i slutet av första säsongen när han skyddar systrarna från en demon. Prue dör i det sista avsnittet av säsong tre då hon blir dödad av demonen Shax och inte kan återupplivas.

### Piper Halliwell
Piper Halliwell är den mellersta av systrarna och hon porträtteras av Holly Marie Combs. Hennes magiska krafter gör att hon kan "frysa" objekt, stoppa saker och göra saker orörliga, samt spränga saker i luften. Båda dessa krafter upptäckte hon första gången vid tillfällen då hon fick panik. I serien är Piper den av systrarna som har mest emot att vara häxa och strävar efter att få ha ett så normalt liv som möjligt. Hon får ofta rollen som medlare mellan Prue och Phoebe. Tidigt i serien träffar hon Leo Wyatt (spelad av Brian Krause) som är systrarnas whitelighter (ledsagare). Piper och Leo blir förälskade och inleder ett förhållande trots att detta är förbjudet och komplicerat på många vis men till slut kan de gifta sig och får tre barn; Wyatt, Chris och Melinda.
Piper tar sin storasyster Prues död väldigt hårt och anklagar sig själv och Leo för att han valde att rädda henne istället för Prue. När halvsystern Paige kommer in i familjen har Piper till en början svårt att acceptera henne men de får senare ett väldigt starkt band.

### Phoebe Halliwell
Phoebe Halliwell är den yngsta av systrarna och hon porträtteras av Alyssa Milano. Phoebe är från början den vilda och impulsiva lillasystern som återvänder från New York. Hennes impulsivitet och vilda idéer krockar ofta med den ansvarsfulla Prues åsiker och Piper tvingas därför ofta medla mellan dem. Men efter Prues död och när Paige kommer in i bilden tvingas Phoebe bli mer ansvarsfull och i början får hon medla mellan Piper och Paige. Phoebe är den som hittar Skuggornas bok.
Phoebe får så kallade varsel, vilket innebär att hon får visioner om något som kommer att hända eller om något som har hänt. I brist på andra magiska krafter som kan användas som vapen ägnar Phoebe sig åt kampsport och blir på så vis delaktig i kampen mot demoner. Senare får hon även förmåga att levitera, det vill säga sväva, samt förmåga att läsa av andra människors känslor.
Phoebe blir i säsong tre förälskad i Cole Turner. Han är en halvdemon, Cole Turner är hans mänskliga hälft, Belthazor är hans demonhälft. Phoebe och Cole gifter sig i säsong fyra. Cole dras mellan gott och ont. Hans kärlek till Phoebe gör att han vid ett tillfälle är villig att ge upp sin demonhälft för hennes skull, men så blir han utvald av Källan och den onda kraften tar herraväldet över honom, precis innan bröllopet med Phoebe. Cole gör Phoebe till sin drottning och vill att hon ska gå över till den onda kraften. Phoebe tvingas välja mellan kärleken och de goda krafterna. Hon väljer att ansluta sig till sina häxsystrar för att kämpa mot ondskans källa och utplåna Cole. Efter Cole hade Phoebe ett par andra förhållanden som inte höll och hon börjar tvivlar på kärleken. När säsong 8 slutar möter hon dock kärleken igen och gifter sig med Coop som är en cupid, en sorts ängel. Med honom får hon tre döttrar.

### Paige Matthews
Paige Matthews är halvsyster till Piper, Phoebe och Prue. Hon porträtteras av Rose McGowan och dyker upp första gången i säsong fyra, efter Prues död. Genom Paiges uppdykande kan "Kraften hos tre" som gick förlorad i och med Prues död återställas.
Paige föddes som ett resultat av att systrarna Halliwells mor hade en hemlig affär med sin ledsagare. Paige är således Prues, Pipers och Phoebes yngre halvsyster. Hon blev som liten bortlämnad till ett kloster, eftersom förhållanden mellan häxor och ledsagare var förbjudna. Senare bodde hon hos adoptivföräldrar. Det är först efter Prues död som hon finner sina systrar. Paige känner sig dragen till Prues begravning. Hon vet inte varför men går dit och möter Phoebe och Piper och till slut får de reda på att de är systrar.
Paige är till hälften ledsagare och till hälften häxa. Hennes främsta kraft är projicering; hon kan projicera sig själv och andra människor som rör vid henne. Hon kan även projicera saker genom att säga deras namn högt. Paige har vid några tillfällen även kunnat hela personer som skadat sig, en förmåga hon ärvt av sin far som var ledsagare. I den åttonde säsongen får Paige eftersom hon är till hälften ledsagare en skyddsling, den unga häxan Billie Jenkins.
Paige gifter sig med Henry Mitchell och får två tvillingflickor och en pojke.

## Den äldre generationen

### Patty Halliwell
Patricia "Patty" Halliwell är Prue, Piper, Phoebe och Paiges döda mor. Hon var gift med Victor Bennett, med vilken hon fick systrarna Halliwell (Piper, Phoebe och Prue). Efter att hon skiljt sig från Bennet hade hon ett förhållande med sin ledsagare Sam Wilder. De fick ett barn ihop, Paige Matthews, som blev bortadopterat då det var förbjudet för en häxa att ha ett förhållande med en ledsagare.
Patty var som sina döttrar en kraftfull häxa och kunnig i magi. Hon föddes 5 april 1950 och dog 28 februari 1978. Hon avled i ett försök att utplåna en vattendemon. Detta misslyckades och hon drogs ner i vattnet och drunknade. Hennes döttrar kan dock åkalla moderns ande och därmed få hjälp av henne. Hon spelas av Finola Hughes.

### Victor Bennett
Victor Bennett är Prue, Piper och Phoebes far. Han och systrarna Halliwells mor Patty skilde sig när systrarna var små. Victor ogillade att hans fru och barn hade övernaturliga krafter och var inte så närvarande när systrarna växte upp. Prue litar inte så mycket på honom, inte förrän hon märker att han verkligen menar allvar med att han vill försonas med dem senare i serien när systrarna blivit äldre. I säsong 3 har han bra kontakt med alla systrarna igen.
Victor föddes 16 januari 1949. Han är en vanlig människa utan magiska krafter. Han gillar inte ledsagare eftersom Patty, hans före detta fru, hade ett förhållande med sin ledsagare. Han blir inte glad när han får veta att hans dotter Pipers pojkvän Leo är en ledsagare och i början ogillar han deras förhållande. Men senare i serien kommer han och Leo bättre överens. I början av säsong 4 får Victor reda på att Patty fick en dotter, Paige, med sin ledsagare Sam Wilder, men behandlar trots detta Paige som sin egen dotter.
Han var ett kort tag gift med en kvinna som hette Doris, tills det visade sig att hon egentligen var en demon som var ute efter Pipers son Wyatt. Victor spelar en stor roll i säsong 8, då systrarna fejkat sin död och antagit efternamnet "Bennet" samt med magins hjälp antagit ett annat utseende. Systrarna Benetts namn börjar på J till skillnad från P och de låtsats vara sina egna kusiner. Då systrarna fejkat sin död får Victor vårdnaden om Pipers söner Wyatt och Chris. 
Victor Benett spelas i säsong 1 av Tony Denison och i säsong 3-8 av James Read.

### Sam Wilder
Samuel "Sam" Wilder var Pattys ledsagare. Han blev förälskad i henne och hon besvarade hans känslor. De fick en dotter, Paige, som blev bortadopterad. Sam beskyllde sig själv för Pattys död då en vattendemon dödade henne på ett läger. Efter att hon dött klippte han sina vingar och stannade på lägret där han gjorde olika arbeten. I säsong 2 kommer Prue, Phoebe och Piper till lägret och får reda på hur det gick till när deras mor dog. Med Sams hjälp dödar de vattendemonen, men Sam blir svårt skadad av demonen och dör. Men De Äldre låter snart Sam återvända till världen som ledsagare igen. På grund av det som hänt är han dock ovillig att använda sina ledsagarkrafter. I säsong 5 återförenas han med sin dotter Paige som hjälper honom att försonas med det förflutna och han blir efter detta ledsagare igen. Sam spelas av Scott Jaeck.

### Penny Halliwell
Penelope "Penny" Halliwell, född 23 juni 1931, död 5 mars 1998, var Pattys mor och Prue, Piper, Phoebe och Paiges mormor. Hon var gift med Allen Halliwell, Pattys far. Hon var en kraftfull och stolt häxa som bidrog med många formler till Skuggornas bok. Hon band systrarnas krafter när de var små för att skydda dem från en trollkarl. När Patty dog så uppfostrade Penny hennes döttrar, Prue, Piper och Phoebe, själv, och höll deras öde och det faktum att de hade en halvsyster, Paige, hemligt. Det första episoden av Förhäxad utspelar sig 6 månader efter Pennys död. I början hjälper hon systrarna att vända sidorna i Skuggornas bok och det är ett tecken på att hon fortsätter att vaka över sina barnbarn även efter att hon dött. Hon spelas av Jennifer Rhodes

### Allen Halliwell
Allen Halliwell, född 19 juni 1930, död 13 januari 1967, var Pennys make och Pattys far och Prue, Piper, Phoebe och Paiges morfar. Han var en vanlig människa utan övernaturliga krafter, men accepterade helt och fullt magi. Han blev dödad av den onda häxan Robyn (som tidigare varit Pennys bästa vän) och en demonisk trollkarl vid namn Nigel. Det var på grund av detta som Penny sedan blev en demon- och trollkarlsdödare. Allen spelas av Patrick Cassidy.

## Barnen

### Wyatt Halliwell
Wyatt Matthew Halliwell, född 2 februari 2003, är Piper och Leos förstfödda son. Wyatt är "den dubbelt välsignande" och är begåvad med mycket starka magiska krafter. I en alternativ framtid blir han ond av någon anledning, men hans lillebror Chris lyckas ta sig tillbaka i tiden och ta reda på orsaken och ändra framtiden.
Wyatt utsätts för demoner, som försöker röva bort honom och omvända honom till ondskan, något som bidrog till att han blev ond i den alternativa framtiden. Wyatt vistades en tid tillsammans med Piper i magiskolan, där han ansågs vara trygg för demoner. Men i själva verket var det på magiskolan faran fanns i form av Gideon.
Wyatt växer sedan han befriats från demonerna och det ondas inflytande upp och blir en god ledsagare och häxa. Wyatt spelas som barn av tvillingarna Jason och Kristopher Simmons och som vuxen av Wes Ramsey.

### Chris Halliwell
Christoper "Chris" Perry Halliwell, född 2004, är Piper och Leos näst äldste son. När han växt upp och hans storebror Wyatt i en alternativ framtid har blivit ond, reser han tillbaka i tiden till innan han själv ens föddes för att förhindra att det händer och gör därmed att hela framtiden förändrades till det bättre. Chris är cynisk, humoristisk och väldigt mån om sin familj. Han har både häxkrafter, som telekinesi, och ledsagarkrafter. Chris dör efter att ha förhindrat att Wyatt blir ond, men då Piper är gravid föds han snart igen till en bättre framtid. Chris spelas som vuxen av Drew Fuller.

### Melinda Halliwell
Prudence Melinda Halliwell är Piper och Leos enda dotter och yngsta barn. Hon syns i en scen från framtiden i det sista avsnittet i säsong 8 där hon, Chris och Wyatt skickas i väg till skolan. Hon döptes till Prudence efter sin moster Prudence "Prue" Halliwell och namnet Melinda fick hon efter Melinda Warren, den första häxan i släkten. Melinda ärvde enbart sin mors krafter då hon föddes då Leo för ett tag var utan sina krafter. Melinda spelas av Kathleen Teresa Scott

### Phoebe och Coops döttrar
I framtiden får Phoebe och Coop tre döttrar.
Prudence Johnna Halliwell som kallas för P.J. är äldst av de tre flickorna och ett par år yngre än sin kusin Chris som gillar att reta henne lite grann. Hon har ärvt en del av Phoebes krafter och en del av Coops krafter som cupid.
Parker Halliwell är mellansystern.
Den yngsta dotterns namn är okänt, men det kommer att börja på P precis som systrarnas namn. I serien är Phoebes och Coops tredje dotter förutsedd men ännu inte född.

### Paige och Henrys barn
I framtiden får Paige och Henry två tvillingdöttrar, Kat och Tamora. De adopterar också en son, Henry Mitchell Jr.

## Männen

### Leo Wyatt
Leo Wyatt är i början av serien systrarna Halliwells whitelighter (ledsagare). Han och Piper blir förälskade men måste övervinna många svårigheter för att få vara tillsammans. De gifter sig till slut och får två söner; Wyatt och Chris och en dotter som de döper till Melinda. Leo spelas av Brian Krause.

### Cole Turner
Cole Turner är en halvdemon, med en far som är människa och en mor som är demon. Cole Turner är hans mänskliga hälft, Belthazor är hans demonhälft. Trots att han bara är demon till halva sitt väsen, är han mycket kraftfull. Han spelas av Julian McMahon.
I seriens början får han i uppdrag att döda de tre häxsystrarna Halliwell, Prue, Piper och Phoebe. Men det ondas plan misslyckades i och med att han blev förälskad i Phoebe och hon i honom. Hans kärlek till henne var så stark att han till och med var villig att ge upp sin demonhälft för hennes skull. Men genom list snärjdes Cole åter av ondskan och blev själv Källan till allt ont. Han fick Phoebe att gifta sig med honom och hon var för ett tag hans drottning i underjorden och hon blev påverkad av Coles onda krafter så att hon själv blev allt ondare. Till slut blev Cole dock besegrad av systrarna när Phoebe fast hon älskade honom svek honom när hon insåg vad han blivit och att hon måste ansluta sig till sina systrar för att förgöra honom.
Efter att han blivit besegrad av systrarna hamnar Cole i en annan dimension, i det ödeland där demoner som dör hamnar. Där samlar han på sig krafter från andra döda demoner, vilket till slut gör att han kan återvända till de levandes värld, starkare än någonsin, för att ta tillbaka sin älskade Phoebe. Trots sina nyfunna krafter är det Phoebes förut okända halvsyster Paige som till slut lyckas utplåna honom.

### Coop
Copp är en cupid, en sorts ängel som De Äldre skickade till Phoebe för att hjälpa henne att tro på kärleken igen, efter hennes destruktiva kärleksrelation med Cole Turner och flera därpå följande kortare brustna förhållanden.
Egentligen är det förbjudet för en cupid att bli kär i en häxa precis som för en ledsagare, men Phoebe och Coops kärlek är okej eftersom De Äldre faktiskt skickade honom till henne och de gifter sig i slutet av säsong 8. Tillsammans får de tre döttrar i framtiden. Coop spelas av Victor Webster. Coop har i egenskap av cupid övernaturliga krafter som förmågan att läsa av människors känslor (empati) och teleportering och förmåga att förflytta sig i tiden.

### Henry Mitchell
Henry Mitchell är en polis som gifter sig med Paige i säsong 8. Han är en vanlig människa utan magiska krafter, men accepterar magi och har inga problem med att Paige är en häxa. Tillsammans får de tre barn, två tvillingdöttrar och en adopterad son. Henry Mitchell spelas av Ivan Sergei.

### Andy Trudeau
Andrew "Andy" Trudeau var en polis och Prues pojkvän. Han och Prue var ihop under collegetiden men gjorde sedan slut. De träffas igen i början av serien när Andy blir den polis som ska lösa ett fall som systrarna blir inblandade i. Andy och Prue hade ett bra förhållande, dock dör han i slutet av säsong 1 då han försvarar systrarna mot en demon. Han spelas av Ted King.

### Kyle Brody
Kyle Brody är en agent som är Paiges pojkvän i säsong 7. Kyle blir dödad av Avatarerna. Han spelas av Kerr Smith.

### Jason Dean
Jason Dean introduceras i säsong 5 som den nya ägaren till tidningen The Bay Mirror, den tidning som Phoebe arbetar för. Han förälskar sig i Phoebe och i säsong 6 blir de ett par. Phoebe och Jason var ihop i ett år, tills Phoebe berättade för Jason att hon var en häxa. Detta skrämde Jason som gör slut med henne. Han spelas av Eric Dane.

## Andra rollfigurer

### Darryl Morris
Darryl Morris är en polis som var kollega till Andy Trudeau, (Prues pojkvän) och det var på det viset som han kom i kontakt med systrarna. Efter att Andy dött blev Darryl systrarnas kontakt inom polisen. I början visste Daryl inte att de var häxor, men de blev snart tvungna att berätta det för honom när mördare som de jagade plötsligt försvann: det var demoner som de utplånat. Darryl har hjälpt systrarna från många knipor och skyddat dem. Men när han själv råkade illa ut och var nära att få dödsstraff så valde han att ta avstånd från systrarna och han flyttade till slut med sin fru Shelia och sina barn till östkusten. Han spelas av Dorian Gregory.

### Billie Jenkins
Billie Jenkins är en ung och oerfaren häxa som blir Paiges skyddsling i säsong 8. Hon spelas av Kaley Cuoco.
Billie är en väldigt starkt driven häxa, och hon går ofta emot Paige och de andra systrarnas åsikter när hon slåss emot demoner. Detta försätter henne ofta i trubbel. I början vill Billie inte ha något med Paige eller hennes systrar att göra, men hon kallar ändå omedvetet på Paige och till slut accepterar hon att Paige måste hjälpa henne. 
När Billie bara var 5 år gammal blev hennes syster Christy bortrövad av en demon. Sedan dess har hon sökt efter demonen som kidnappade hennes syster, dels för att få sin syster tillbaka, dels för hämnd, men till slut inser hon att hämnd inte är svaret och bestämmer sig då för att fokusera på att hitta sin syster. 
Billie hittar till sist Christy som dock blivit snärjd av ondskan. Tillsammans blir de två systrarna den Ultimata kraften, det största hot som systrarna Halliwell någonsin mött. Christy manipulerar Billie och hon vänder sig ett tag emot systrarna Halliwell. Billie inser dock till slut att hennes syster utnyttjar henne och går tillbaka till Piper, Phoebe och Paiges sida. Billie tvingas till sist döda Christy som blivit en ond häxa i självförsvar.

### Christy Jenkins
Christy Jenkins är storasyster till Billie Jenkins och kidnappades av demoner som barn. Tillsammans med sin syster blir hon den Ultimata kraften. Hon spelas av Marne Patterson.